# Филимон и Апфија
Филимон је био хришћанин из града Колосаја из 1. века. У његовој кући је било средиште хришћанства и ту су се верници окупљали на молитву. То називаше апостол Павле, пишући Филимону, твоја домашња црква. У то време апостоли рукополагаху своје ученике за епископе, и то неке од њих на стално место, а неке као мисионаре путујуће по разним местима. И Филимон је био један од ових последњих.
Апфија, Филимонова жена, пошћаше се и служаше домашњој цркви. У време неког празника богињи Артемиди, сви верни у Колосају беху по обичају сабрани у дом Филимонов на молитву. Незнабошци, сазнав за овај скуп, јурну и похватају све хришћане, Филимона, Архипа и Апфију, као вође, најпре ставе на шибу, а после их закопају до појаса у земљу и почну их камењем тући. И тако убију Филимона и Апфију, а Архипа нешто касније.
Православна црква слави их као мученике 19. фебруара по јулијанском, а 4. марта по грегоријанском календару.